# Ivo Váňa Psota
Ivo Váňa Psota (1. května 1908 Kyjev, Ukrajina, tehdy Ruské impérium – 16. února 1952 Brno) byl český světově uznávaný tanečník, choreograf, divadelní (baletní) režisér a pedagog.

## Život
Narodil se jako Ivan Psota v Kyjevě, kde pracoval jeho otec. Matka byla učitelkou tance, která po ovdovění v Přerově založila taneční školu a vedla synovy první taneční kroky. Ve studiu tance pokračoval nejprve v Brně a pak v Praze u baletního mistra Národního divadla Augustina Bergera. V Národním divadle získal také první angažmá jako sborový tanečník.
V roce 1926 se stal baletním mistrem a později uměleckým šéfem brněnského Národního divadla, kde přijal pseudonym Ivo Váňa Psota. Po vzoru své matky si v roce 1929 v Brně otevřel také baletní školu, kterou vedl spolu se svou sestrou Ljubov Kvasnicovou Psotovou. V roce 1932 přijal po sporech v divadle angažmá skupiny Ballet Russe de Monte Carlo (jeden z nástupců legendárního souboru Ballets Russes), se kterým absolvoval turné po celé Evropě, USA, Kanadě a Mexiku. V roce 1936 se vrátil opět do Brna, kde se roku 1938 zasloužil o světovou premiéru baletu Romeo a Julie Sergeje Sergejeviče Prokofjeva – sám tančil titulní postavu Romea. V Brně si tehdy také nechal postavit vlastní dům – funkcionalistickou Psotovu vilu.
V Brně ho také zastihla okupace. V roce 1941 získal po dlouhém úsilí povolení okupačních úřadů vycestovat do USA, kde nejprve přijal angažmá v newyorské Metropolitní opeře a posléze přešel znovu k Ballet Russe. Stal se zástupcem ředitele souboru a absolvoval s ním úspěšné turné po celém americkém kontinentě.
Do Československa se vrátil v roce 1947, kdy opět získal post uměleckého šéfa baletu Národního divadla v Brně, v němž soustředil velkou část nejtalentovanějších mladých tanečnic a tanečníků tehdy nastupující generace. Jednou z nejvýraznějších osobností v této kategorii byla dlouholetá primabalerina a posléze baletní mistrová a asistentka choreografů Věra Vágnerová.
Zemřel v únoru 1952 na následky mozkové příhody, která ho postihla po hádce s baletním sólistou Viktorem Malcevem. Jeho ostatky byly převezeny do Československa a pohřbeny v rodinné hrobce na Městském hřbitově v Přerově.

## Ocenění
Ve vestibulu Janáčkova divadla v Brně je umístěna jeho busta od sochaře Nikose Armutidise z roku 2003.
V prosinci 2008 mu byla in memoriam udělena medaile Artis Bohemiae Amicis, rezortní ocenění za šíření dobrého jména české kultury v tuzemsku a v zahraničí.